# 泽坦
泽坦（法語：Zetting，法語發音：[zɛtɛ̃]；洛林法兰克语：Settinge）是法国摩泽尔省的一个市镇，属于萨尔格米讷区。

## 地理
泽坦（49°4'50"N, 7°7'49"E）面积6.94 平方千米，位于法国大東部大區摩泽尔省，该省份为法国东北部内陆省份，是洛林的一部分，西南接默尔特-摩泽尔省，东临下莱茵省，北与卢森堡和德国接壤。
与泽坦接壤的市镇（或旧市镇、城区）包括：萨兰斯曼、维斯维莱尔、维特兰、锡尔蔡姆。

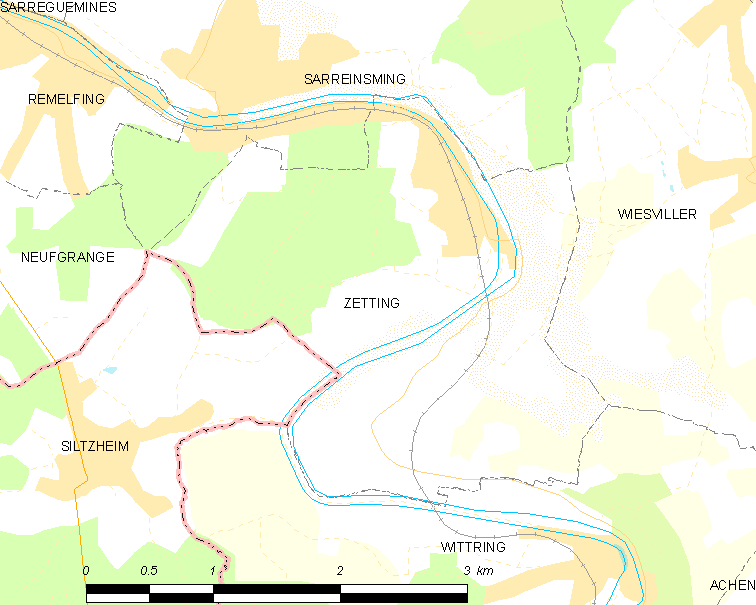
泽坦的OSM定位图

泽坦的时区为UTC+01:00、UTC+02:00（夏令时）。

## 行政
泽坦的邮政编码为57905，INSEE市镇编码为57760。

## 政治
泽坦所属的省级选区为萨尔格米讷县。

## 人口

1962-2008年间泽坦人口变化图示

泽坦于2022年1月1日时的人口数量为856人。